# The Temple of Fear (Bobbejaanland)
The Temple of Fear (De Tempel van de Vrees), met werktitel Haunted Temple Ride, was een geplande, maar nooit gerealiseerde, nieuwe attractie in het Belgisch pretpark Bobbejaanland. Het zou een combinatie van een spookhuis, darkride en achtbaan worden, met een thematische ervaring die zou gaan over een mystieke tempel vol gevaren.

## Geschiedenis en Ontwikkeling
De eerste plannen voor deze attractie dateren uit 1993, toen Bobbejaan Schoepen op zoek was naar een nieuwe en spectaculaire attractie die de populariteit van het park verder zou kunnen verhogen. Omdat eerdere projecten zoals de Revolution en Indiana River zo goed in de smaak vielen bij bezoekers wou Schoepen een attractie die de ervaring van een achtbaan combineerde met die van een spookhuis en een darkride.
Op de attractiebeurs in Dallas kwam het Britse bedrijf Space Leisure met een voorstel voor Bobbejaanland. Echter was het pretpark niet meteen overtuigd en vroeg om enkele aanpassingen door te voeren. Space Leisure tekende opnieuw de scènes uit en in 1994 ging Bobbejaanland op zoek naar een achtbaanfabrikant die de achtbaan zou kunnen leveren voor dit project.
In 1995 kwamen zowel de fabrikanten Intamin als Zierer af met een offerte en lay-out voor The Temple of Fear.

## Lay-outs

### Intamin
De attractie was gepland als een 510 meter lange darkride-coaster, deels indoor en deels outdoor. De trein zou via drie stille friction lift hills (6, 3 en 6 meter) hoogte winnen en verder grotendeels op zwaartekracht rijden, met remsecties op specifieke punten. Met vier trienen van 20 personen was de capaciteit geschat op 1520 bezoekers per uur.

### Zierer
Zierer stelde een aangepaste versie van hun Tivoli-model voor, met een mix van zwaartekracht- en motoraandrijving om de trein bij bepaalde scènes plots te versnellen of te vertragen. Deze lay-out bevatte slechts twee lift hills en drie treinen van 12 coaches (waarvan één gemotoriseerd). Per rit zouden 22 personen meekunnen, wat de capaciteit tot 1570 bezoekers per uur zou brengen.

## Het verhaal
The Temple of Fear zou een griezilige tocht voorstellen doorheen een vervloekte en vergeten tempel in het hart van de jungle, gebaseerd op de fictieve reis van de ontdekkingsreiziger Dr. Marcus Von Markheim en zijn team. Volgens het verhaal werd de tempel ontdekt langs de rivier Kwilu in Congo. Von Markheim zou het verhaal hebben achter gelaten als waarschuwing, nadat zijn expeditie werd vernietigd door bovennatuurlijke krachten in de vervloekte tempel.
Afbeeldingen